# Auterrive
Auterrive is een gemeente in het Franse departement Pyrénées-Atlantiques (regio Nouvelle-Aquitaine) en telt 137 inwoners (1999). De plaats maakte tot 2016 deel uit van het arrondissement Pau. Per 1 januari 2017 werd zij overgeheveld naar het arrondissement Oloron-Sainte-Marie.

## Geografie
De oppervlakte van Auterrive bedraagt 3,1 km², de bevolkingsdichtheid is 44,2 inwoners per km².
De onderstaande kaart toont de ligging van Auterrive met de belangrijkste infrastructuur en aangrenzende gemeenten.

## Demografie
Onderstaande figuur toont het verloop van het inwonertal (bron: INSEE-tellingen).

## Externe links

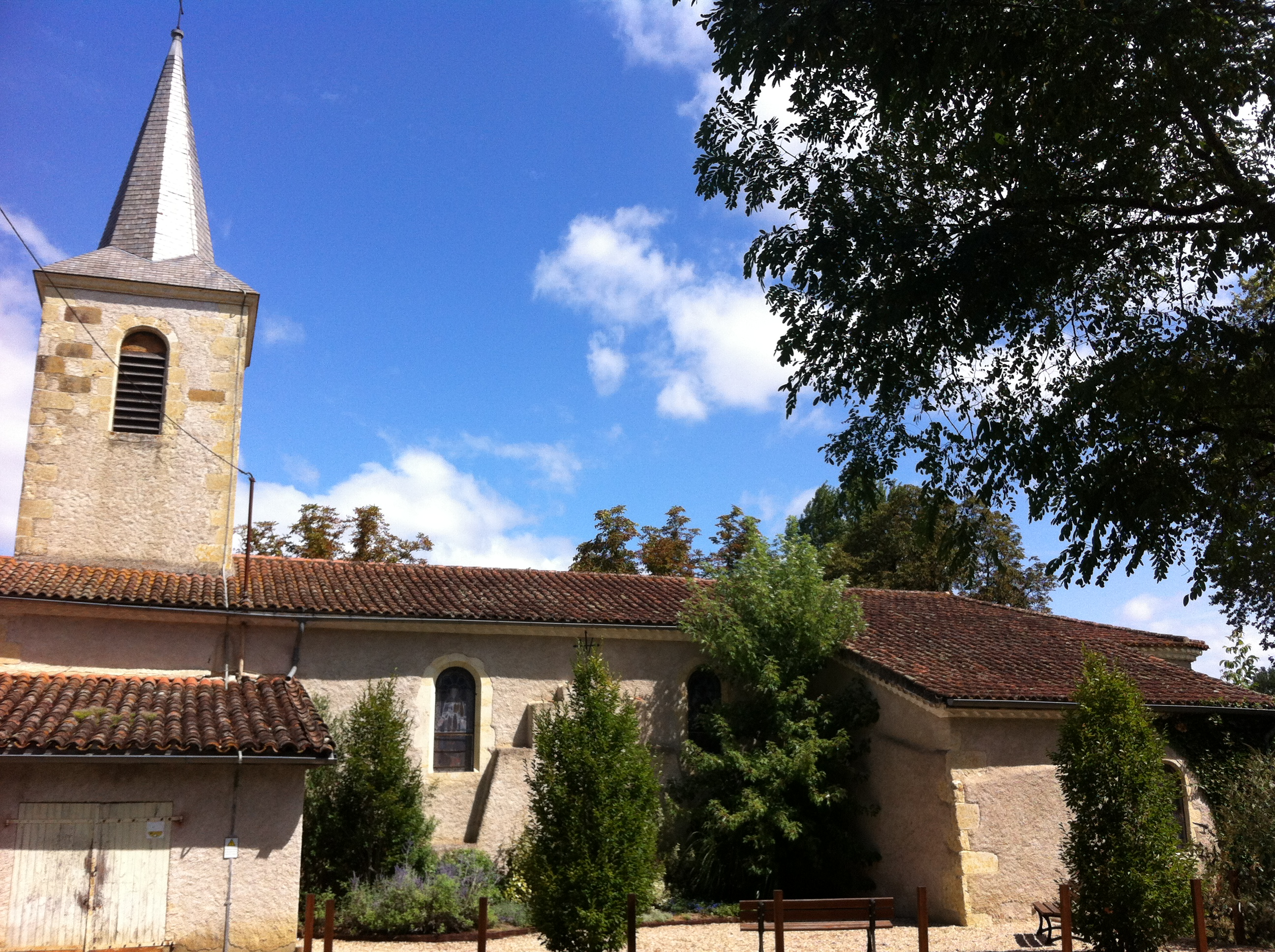
Kerk